# Morganella
Genre
Morganella est un genre de bacilles Gram négatifs (BGN) de la famille des Morganellaceae, proche des genres Proteus et Providencia avec lesquels il forme la tribu des Proteeae. Son nom fait référence au bactériologiste britannique H. de R. Morgan qui fut l'un des premiers à étudier ces bactéries.
C'est le genre type de la famille des Morganellaceae. L'espèce type du genre, Morganella morganii, est un pathogène humain occasionnel.

## Taxonomie
La première description du genre est due au bactériologiste américain MacDonald Fulton (d) en 1943 et résulte d'un rapprochement entre une espèce alors nommée « Proteus morganii » et une autre, connue depuis 1905, nommée « Salmonella columbensis » malgré un positionnement taxonomique encore incertain. Sur la base des critères phénotypiques en vigueur à l'époque, il la rattache à la tribu des Salmonelleae comprise dans la famille des Enterobacteriaceae.
En 2016, sur la base de travaux de phylogénétique moléculaire, le genre Morganella est déplacé vers la famille des Morganellaceae nouvellement créée.

## Caractéristiques

### Morphologie et culture
Ce sont des bactéries le plus souvent mobiles à l'exception de certains biogroupes de Morganella morganii subsp. morganii.
Comme tous les Enterobacterales leur type respiratoire est anaérobie facultatif. Ce ne sont pas des BGN exigeants ce qui signifie que leur croissance est possible sur la plupart des milieux de base et ne nécessite ni facteurs de croissance ni conditions de culture spécifiques. En pratique les géloses non sélectives (GNO, GTS, etc.) et les géloses « entériques » servant à isoler les BGN (MacConkey, EMB, etc.) suffisent à les maintenir.

### Caractères biochimiques
Les Morganella sont des bactéries oxydase négatives comme la plupart des Enterobacterales. Elles partagent avec les autres bactéries de la famille des Morganellaceae l'absence d'arginine dihydrolase (ou arginine décarboxylase) et un résultat négatif à la réaction de Voges-Proskauer.
Avec les genres Proteus et Providencia (tribu des Proteeae) elles partagent de plus les caractéristiques suivantes, :
- présence d'une phénylalanine désaminase, d'une tryptophane désaminase et d'une ornithine désaminase ;
- absence de lysine décarboxylase ;
- réduction des nitrates en nitrites ;
- acidification du D-glucose mais pas du mélibiose.

L'activité β-galactosidase (positivité du test à l'ONPG) est décrite par certaines sources comme variable et par d'autres comme constamment absente.
Les Morganella ont en commun avec les Proteus l'activité uréase ainsi que l'incapacité à acidifier le D-adonitol, le D-arabitol, le D-mannitol et le myo-inositol. Elles partagent avec les Providencia l'absence de lipase et l'incapacité à hydrolyser la gélatine. Comme les Providencia et à l'inverse des Proteus, elles ont la capacité d'acidifier le D-mannose.

## Pathogénicité
M. morganii est considéré comme un pathogène humain opportuniste. Moins souvent isolé que d'autres Enterobacterales, il provoque des infections très variées dont certaines peuvent être graves et même fatales,.
Les premiers cas décrits d'infection à M. morganii concernaient des diarrhées aiguës infectieuses chez de jeunes enfants. Une étude a montré que cette espèce était significativement plus fréquente dans les selles de patients diarrhéiques que chez des personnes ayant un transit normal.
D'abord considéré comme un pathogène mineur, il semble que sa pathogénicité réelle soit de mieux en mieux documentée notamment en milieu hospitalier. Au moins deux séries de cas groupés en contexte nosocomial ont été rapportées,.
Il est bien établi que M. morganii peut causer des bactériémies,
pouvant se compliquer de choc septique,,,
des infections urinaires notamment pédiatriques,
ainsi que des infections cutanées de divers niveaux de gravité (folliculite,
abcès superficiels,,
dermohypodermites voire des fasciites nécrosantes).
On retrouve dans la littérature plusieurs cas de chorioamniotites,,,
et d'infections néonatales,,,,
d'ostéomyélites,,,,
d'arthrites septiques,,,,
de péritonites (en particulier sur cathéter de dialyse péritonéale),
d'abcès hépatiques,,
et cérébraux,,,
ou encore d'endophtalmies,,,.
Des cas plus sporadiques de mort fœtale in utero,
d'ostéomyélite néonatale sur céphalhématome,
de spondylodiscite,
d'abcès profonds de diverses localisations (tubo-ovariens,,
pituitaire,
de l'iliopsoas,
de l'orbite,
du rein etc),
d'empyème sous-dural et pleural,
de péricardite purulente,
ont été décrits.

## Liste d'espèces
Selon la LPSN (22 octobre 2022) :
- Morganella morganii (Winslow et al. 1919) Fulton 1943 – espèce type
  - Morganella morganii subsp. morganii (Winslow et al. 1919) Jensen et al. 1992
  - Morganella morganii subsp. sibonii Jensen et al. 1992
- Morganella psychrotolerans Emborg et al. 2006

## Publication originale
- (en) MacDonald Fulton, « The Identity of Bacterium Columbensis castellani », Journal of Bacteriology, Baltimore, ASM et inconnu, vol. 46, no 1,‎ 1er juillet 1943, p. 79-82 (ISSN 0021-9193, 1098-5530 et 1067-8832, OCLC 474775920 et 1800435, PMID 16560679, PMCID 373791, lire en ligne).